# Downův syndrom
Downův syndrom, známý také jako trizomie 21, je genetická porucha způsobená přítomností celé třetí kopie 21. chromozomu nebo jeho části. Obvykle je spojena s opožděným tělesným růstem, lehkým až středně těžkým mentálním postižením a charakteristickými rysy obličeje. Průměrný inteligenční kvocient mladého dospělého člověka s Downovým syndromem je 50, což odpovídá mentálním schopnostem osmiletého nebo devítiletého dítěte, ale tato hodnota se může značně lišit.
Chromozomální sady rodiče postiženého jedince jsou obvykle geneticky normální. Pravděpodobnost výskytu se zvyšuje z méně než 0,1 % u dvacetiletých matek na 3 % u matek ve věku 45 let. Předpokládá se, že přídatný chromozom vzniká náhodně (vlivem nové mutace), není znám vliv chování rodičů nebo vliv faktorů prostředí, který by zvyšoval pravděpodobnost výskytu tohoto onemocnění. Downův syndrom lze identifikovat během těhotenství prenatálním screeningem s následným diagnostickým vyšetřením nebo po narození přímým pozorováním a genetickým vyšetřením. Od zavedení screeningu se většina těhotenství s Downovým syndromem na základě rozhodnutí rodičů ukončuje umělým potratem.
Downův syndrom nelze vyléčit. Bylo prokázáno, že vzdělávání a správná péče zlepšují kvalitu života. Některé děti s Downovým syndromem se vzdělávají v běžných školních třídách, zatímco ostatní vyžadují specializovanější vzdělávání. Někteří jedinci s Downovým syndromem dokončí střední školu a několik z nich absolvuje terciární vzdělávání. V dospělosti vykonává ve Spojených státech amerických asi 20 % osob s Downovým syndromem výdělečnou činnost, přičemž mnoho z nich vyžaduje chráněné pracovní prostředí. Často potřebují podporu ve finančních a právních záležitostech. Průměrná délka života se v rozvinutých zemích pohybuje kolem 50 až 60 let při zajištění řádné zdravotní péče. Po celý život se doporučují pravidelné lékařské prohlídky.
Downův syndrom je jednou z nejčastějších chromozomových abnormalit člověka. Vyskytuje se přibližně u 1 z 1 000 dětí narozených každý rok, v České republice asi u 0,4 z 1000 živě narozených dětí. V roce 2015 se Downův syndrom vyskytoval u 5,4 milionu osob na celém světě a měl za následek 27 000 úmrtí, což je méně než 43 000 úmrtí v roce 1990. Je pojmenován po britském lékaři Johnu Langdonu Downovi, který tento syndrom popsal v roce 1866. Některé aspekty tohoto onemocnění popsali již dříve francouzský psychiatr Jean-Étienne Dominique Esquirol v roce 1838 a francouzský lékař Édouard Séguin v roce 1844. Genetická příčina Downova syndromu byla objevena v roce 1959.

## Příznaky a symptomy

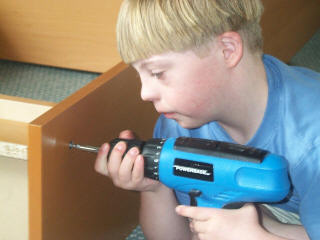
Chlapec s Downovým syndromem používá akumulátorovou vrtačku k sestavení knihovny.

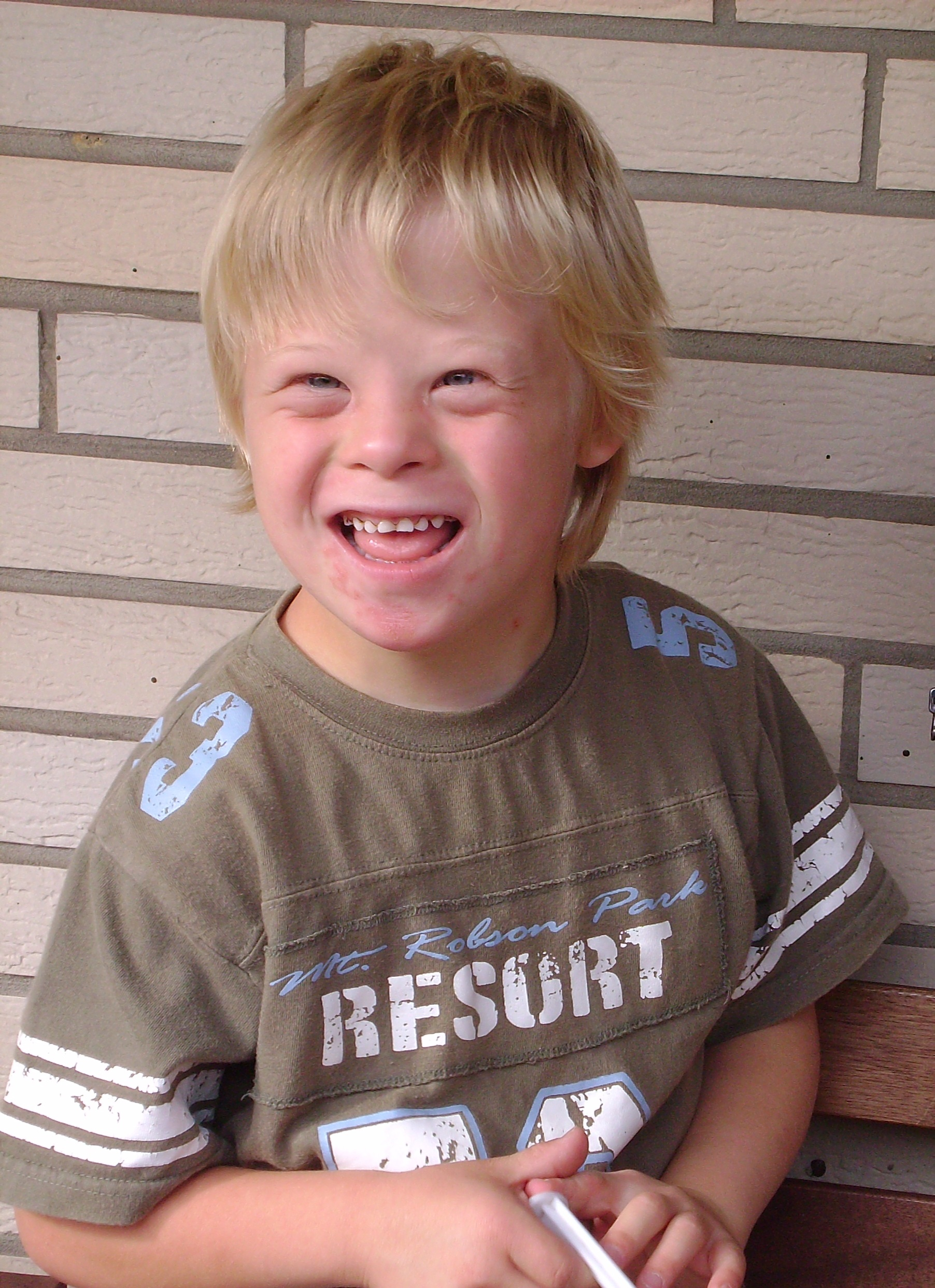
Osmiletý chlapec s Downovým syndromem

Osoby s Downovým syndromem jsou téměř vždy tělesně a mentálně postiženy a v dospělosti jsou jejich mentální schopnosti obvykle podobné jako u osmiletých nebo devítiletých dětí. Mají také obvykle špatnou funkci imunitního systému a zpravidla dosahují vývojových milníků v pozdějším věku. Mají zvýšené riziko řady dalších zdravotních problémů, včetně vrozené srdeční vady, epilepsie, leukémie, onemocnění štítné žlázy a duševních poruch.
| Charakteristika                   | Procento | Charakteristika                                 | Procento |
| --------------------------------- | -------- | ----------------------------------------------- | -------- |
| Mentální postižení                | 99 %     | Abnormální zuby                                 | 60 %     |
| Nedostatečný růst                 | 90 %     | Šikmé oči                                       | 60 %     |
| Pupeční kýla                      | 90 %     | Zkrácené ruce                                   | 60 %     |
| Zvýšená kůže na zadní straně krku | 80 %     | Krátký krk                                      | 60 %     |
| Nízký svalový tonus               | 80 %     | Obstrukční spánková apnoe                       | 60 %     |
| Úzké patro úst                    | 76 %     | Abnormálně ohnuté konečky prstů (klinodaktylie) | 57 %     |
| Plochá hlava                      | 75 %     | Brushfieldovy skvrny na duhovce                 | 56 %     |
| Zvýšená volnost vazů              | 75 %     | Abnormální dlaňové rýhy (Simianská rýha)        | 53 %     |
| Proporcionálně velký jazyk        | 75 %     | Vyčnívající jazyk                               | 47 %     |
| Abnormální vnější uši             | 70 %     | Vrozená srdeční choroba                         | 40 %     |
| Zploštělý nos                     | 68 %     | Strabismus                                      | ~ 35 %   |
| Oddělení prvního a druhého prstu  | 68 %     | Nesestouplá varlata                             | 20 %     |

### Vzhledové a muskuloskeletální

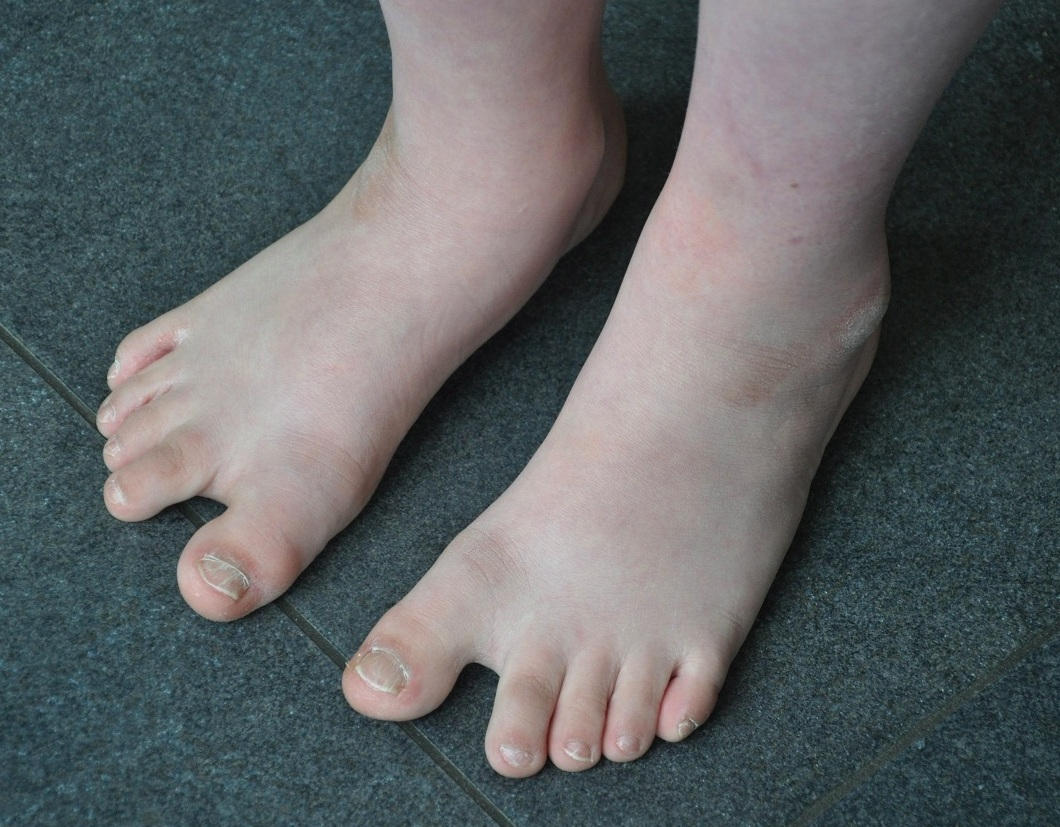
Nohy chlapce s Downovým syndromem, na kterých je vidět výrazná sandálová mezera (rozšížený prostor mezi palcem na noze a druhým prstem).

Lidé s Downovým syndromem mohou mít některé nebo všechny tyto tělesné znaky: malou bradu, šikmé oči, špatný svalový tonus, široký nos s plochým kořenem, nízko posazené uši, abnormální rýhu na dlani a vyčnívající jazyk v důsledku malých úst a relativně širokého jazyka. Tyto změny dýchacích cest mohou vést k obstrukční spánkové apnoi přibližně u poloviny osob s Downovým syndromem. Mezi další časté znaky patří: plochý a široký obličej, krátký krk, nadměrná ohebnost kloubů, rozšířený prostor mezi palcem na noze a druhým prstem (tzv. sandálová mezera), abnormální vzory vedlejších dlaňových rýh na konečcích prstů a krátké prsty. Nestabilita atlantoaxiálního kloubu se vyskytuje asi u 20 % a může vést u 1–2 % osob k poranění míchy. K nestabilitě kyčle může dochází v 1–7% případů a vzácně může docházet i k neúrazovému vykloubení kyčle. 
Růst je pomalejší, což vede k tomu, že dospělí mají tendenci k nízkému vzrůstu – průměrná výška mužů je 154 cm a žen 142 cm. U jedinců s Downovým syndromem se s věkem zvyšuje riziko obezity. Vzhledem k těmto odchylkám jsou vypracovány růstové grafy speciálně pro děti s Downovým syndromem.

### Neurologické
Downův syndrom je příčinou asi třetiny případů mentálního postižení. Mnoho vývojových milníků je opožděno, přičemž schopnost lézt se obvykle objevuje kolem 8 měsíců, nikoliv kolem 5 měsíců, a schopnost samostatné chůze se obvykle objevuje kolem 21 měsíce, nikoliv ve 14. měsíci.
Většina jedinců s Downovým syndromem má lehké (IQ: 50–69) nebo středně těžké (IQ: 35–50) mentální postižení, někteří jedinci mají těžké obtíže (IQ: 20–35). Osoby s tzv. mozaikovým Downovým syndromem (postižení pouze některých populací buněk v těle jedince) mají obvykle IQ o 10–30 bodů vyšší.
Obvykle lidé s Downovým syndromem řeči dobře rozumí ale mají zhoršené schopnosti vyjadřování se. Celkem 10 až 45 % z nich buď koktá, nebo mluví rychle a nepravidelně, takže je obtížné jim porozumět.
Obvykle si poměrně dobře poradí se sociálními dovednostmi. Problémy s chováním nebývají tak velkým problémem jako u jiných syndromů spojených s mentálním postižením. U dětí s Downovým syndromem se duševní onemocnění vyskytuje téměř ve 30 %, autismus u 5–10 %. Lidé s Downovým syndromem prožívají širokou škálu emocí. I když jsou lidé s Downovým syndromem obecně šťastní, v rané dospělosti se mohou objevit příznaky deprese a úzkosti.
Děti a dospělí s Downovým syndromem mají zvýšené riziko epileptických záchvatů, které se vyskytuje u 5–10 % dětí a až u 50 % dospělých, včetně zvýšeného rizika specifického typu záchvatů zvaných infantilní křeče. Alzheimerova choroba postihuje okolo 15 % jedinců ve věku 40 let, po dosažení 60 let toto riziko stoupá na 50–70 %.

### Smyslové

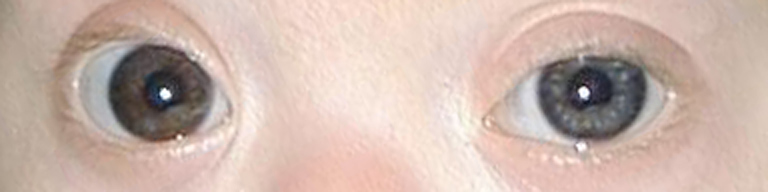
Brushfieldové skvrny, viditelné na duhovkách dítěte s Downovým syndromem

Poruchy sluchu a zraku se vyskytují u více než poloviny osob s Downovým syndromem. Zrakové vady se vyskytují u 38 až 80 % osob. U 20 až 50 % osob se vyskytuje strabismus, při kterém se obě oči nepohybují společně. Celkem 15 % osob má šedý zákal a může se vyskytnout již od narození. Častější je také keratokonus (tenká, kuželovitá rohovka) a zvýšený oční tlak, stejně jako refrakční vady vyžadující brýle nebo kontaktní čočky. Brushfieldovy skvrny (malé bílé nebo šedohnědé skvrny na vnější části duhovky) se vyskytují u 38 až 85 % jedinců.
Problémy se sluchem se vyskytují u 50–90 % dětí s Downovým syndromem, což je často důsledek zánětu středního ucha, který se vyskytuje u 50–70 %. Ušní infekce často začínají v prvním roce života a jsou částečně způsobeny špatnou funkcí Eustachovy trubice. Nadměrné množství ušního mazu může také způsobit ztrátu sluchu v důsledku ucpání zevního zvukovodu. I mírná ztráta sluchu může mít negativní důsledky pro řeč, porozumění jazyku a učení. Je důležité vyloučit ztrátu sluchu jako faktor zhoršení sociálních a kognitivních schopností. Věkem podmíněná ztráta sluchu se vyskytuje v mnohem ranějším věku než u zdravé populace a postihuje 10–70 % osob s Downovým syndromem.

### Srdce
Míra vrozených srdečních vad u novorozenců s Downovým syndromem se pohybuje kolem 40%. Z těch, kteří mají srdeční onemocnění, má asi 80 % defekt atrioventrikulárního septa nebo defekt komorového septa, přičemž první z nich je běžnější. S věkem stoupají obtíže s mitrální chlopní se, a to i u jedinců bez srdečních vad při narození. Mezi další vrozené srdeční vady patří Fallotova tetralogie a otevřená Botallova dučej. Lidé s Downovým syndromem mají nižší riziko kornatění tepen.

### Nádorová onemocnění
Ačkoli se celkové riziko nádorových onemocnění u Downova syndromu nemění, riziko nádorových onemocněních varlat a některých krevních nádorů, včetně akutní lymfoblastické leukemie (ALL) a akutní megakaryoblastické leukemie (typ akutní myeloidní leukémie), se zvyšuje.

#### Nádorová onemocnění krevní řady
U dětí s Downovým syndromem se leukémie vyskytuje 10 až 15krát častěji. Zejména akutní lymfoblastická leukémie je 20krát častější a megakaryoblastická forma akutní myeloidní leukémie je 500krát častější.  Akutní megakaryoblastická leukemie (AMKL) je leukemie megakaryoblastů, prekurzorových buněk megakaryocytů, které tvoří krevní destičky. Celkem 1 až 3 % všech případů ALL u dětí tvoří akutní lymfoblastická leukemie spojená s Downovým syndromem. Nejčastěji se vyskytuje u dětí starších devíti let nebo s počtem bílých krvinek vyšším než 50 000 na mikrolitr a je vzácná u dětí mladších jednoho roku. ALL spojená s Downovým syndromem má obvykle horší výsledky než jiné případy ALL u lidí bez Downova syndromu.
U Downova syndromu AMKL obvykle předchází přechodná myeloproliferativní choroba (PMD), porucha tvorby krvinek, při níž se nenádorové megakaryoblasty s mutací v genu GATA1 rychle dělí v pozdějším období těhotenství. Tento stav postihuje 3–10 % dětí s Downovým syndromem. Ačkoli často spontánně odezní do tří měsíců po narození, může způsobit závažné krevní, jaterní nebo jiné komplikace. Asi v 10 % případů PMD během tří měsíců až pěti let po odeznění přejde v AMKL.

#### Dálší nádorová onemocnění
Lidé s Downovým syndromem mají nižší riziko všech hlavních pevných nádorů, včetně nádorů plic, prsu a děložního čípku, přičemž nejnižší relativní míra se vyskytuje u osob ve věku 50 let a starších. Toto nízké riziko je pravděpodobně způsobeno zvýšenou expresí tumor supresorových genů přítomných na chromozomu 21. Jednou z výjimek jsou nádory zárodečných buněk varlat, která se u osob s Downovým syndromem vyskytují ve vyšší míře.

### Endokrinní
Problémy se štítnou žlázou se vyskytují u 20–50 % jedinců s Downovým syndromem. Snížená funkce štítné žlázy je nejčastější formou, vyskytuje se téměř u poloviny všech jedinců. Problémy se štítnou žlázou mohou být způsobeny špatnou nebo nefunkční štítnou žlázou při narození (tzv. vrozená hypotyreóza), která se vyskytuje v 1 % nebo se mohou vyvinout později v důsledku napadení štítné žlázy imunitním systémem, což má za následek Gravesovu chorobu nebo autoimunitní hypotyreózu. Častější je také diabetes mellitus 1. typu.

### Gastrointestinální
Zácpa se vyskytuje téměř u poloviny lidí s Downovým syndromem a může vést ke změnám chování. Jednou z možných příčin je Hirschsprungova choroba, která se vyskytuje u 2–15 % lidí a je způsobena nedostatkem nervových buněk ovládajících tlusté střevo. Mezi další časté vrozené problémy patří atrézie dvanáctníku, pylorostenóza, Meckelův divertikl a imperforátní řitní otvor. Celiakií trpí asi 7–20 % jedinců a častější je také gastroezofageální reflux.

### Zuby
Lidé s Downovým syndromem bývají náchylnější k zánětům dásní a k časným, závažným parodontálním onemocněním, nekrotizující ulcerózní gingivitidě a časné ztrátě zubů, zejména dolních předních zubů. Ačkoli k tomu přispívá plak a špatná ústní hygiena, závažnost těchto parodontálních onemocnění nelze vysvětlit pouze vnějšími faktory. Výzkumy naznačují, že závažnost je pravděpodobně důsledkem oslabeného imunitního systému. Oslabený imunitní systém také přispívá ke zvýšenému výskytu kvasinkových infekcí v ústech (způsobených kvasinkou Candida albicans).
Lidé s Downovým syndromem mají také tendenci mít zásaditější sliny, což vede k větší odolnosti vůči zubnímu kazu, a to navzdory sníženému množství slin, méně účinným hygienickým návykům v ústní dutině a vyššímu indexu zubního plaku.
Častější je také vyšší míra opotřebení zubů a bruxismus. Mezi další časté orální projevy Downova syndromu patří zvětšený hypotonický jazyk, okoralé a hypotonické rty, dýchání ústy, úzké patro s přeplněnými zuby, malokluze III. třídy s nedostatečně vyvinutou horní čelistí a zadním zkříženým skusem, opožděná exfoliace mléčných zubů a opožděné prořezávání zubů dospělých, kratší kořeny na zubech a často chybějící a deformované (obvykle menší) zuby. Mezi méně časté projevy patří rozštěp rtu a patra a hypokalcifikace skloviny (20% prevalence).
U lidí s Downovým syndromem se často vyskytuje prodloužení dřeňové dutiny (taurodontismus).

### Plodnost
Muži s Downovým syndromem obvykle nejsou otci dětí, zatímco u žen je míra plodnosti nižší než u osob bez postižení. Odhaduje se, že plodných je 30–50 % žen. Menopauza obvykle nastává v dřívějším věku. Předpokládá se, že nízká plodnost u mužů je způsobena problémy s vývojem spermií; může však také souviset s tím, že nejsou sexuálně aktivní. Od roku 2006 byly zaznamenány tři případy, kdy muži s Downovým syndromem byli otci dětí, a 26 případů, kdy děti měly ženy. Bez asistované reprodukce bude mít přibližně polovina dětí osob s Downovým syndromem také tento syndrom.

## Příčina

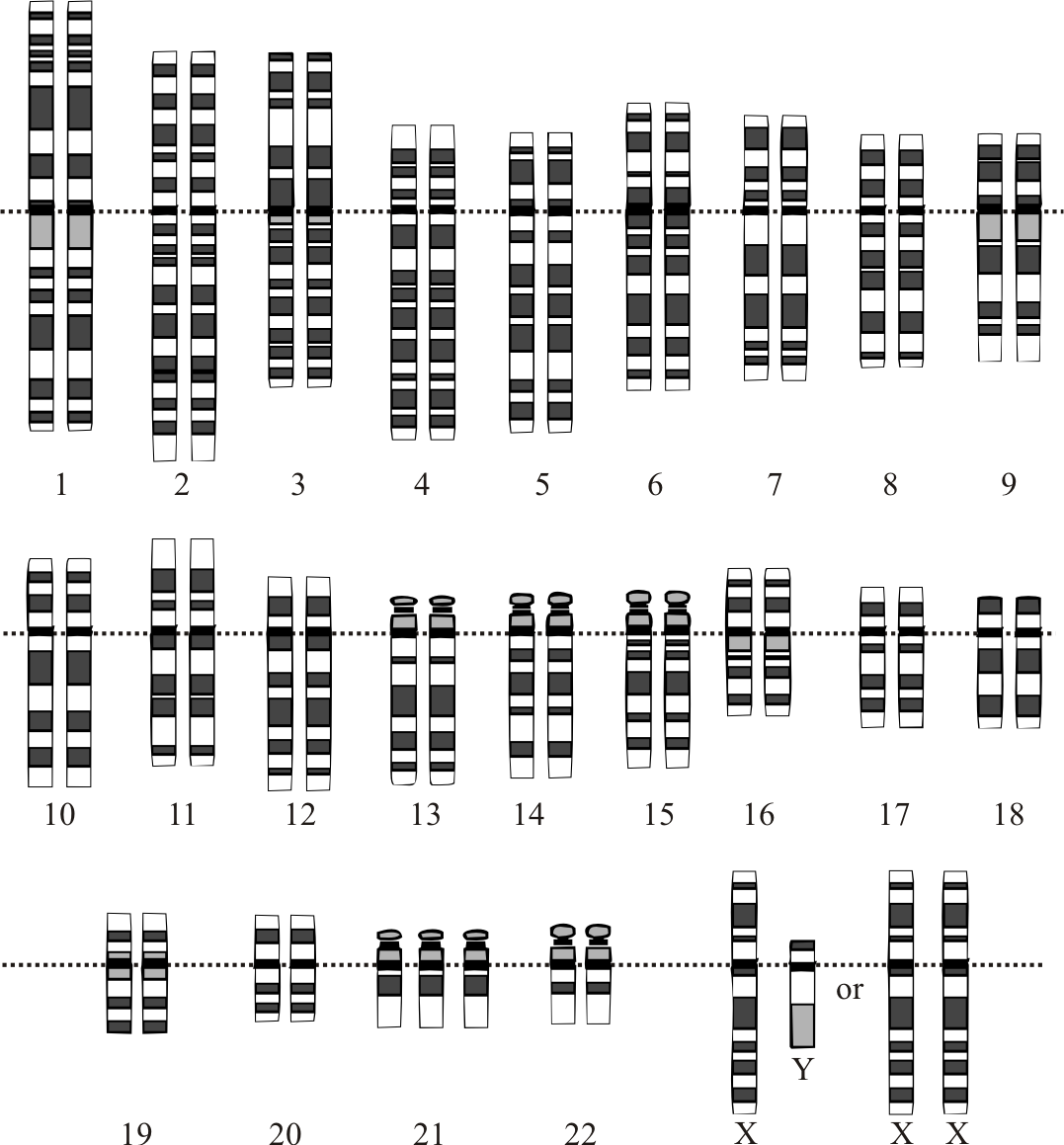
Karyotyp pro trizomii Downova syndromu: všimněte si tří kopií chromozomu 21.

Downův syndrom je způsoben přítomností tří kopií genů na chromozomu 21 namísto obvyklých dvou. Rodiče postiženého jedince jsou obvykle geneticky normální. Ti, kteří mají jedno dítě s Downovým syndromem, mají asi 1% riziko, že budou mít druhé dítě s tímto syndromem, pokud se potvrdí, že oba rodiče mají normální karyotyp.
Nadbytečný počet chromozomů může vzniknout několika různými způsoby. Nejčastější příčinou (asi 92–95 % případů) je kompletní kopie chromozomu 21 navíc, což vede k trizomii 21. V 1,0 až 2,5 % případů jsou některé buňky v těle normální a jiné mají trizomii 21, což se nazývá mozaikový Downův syndrom. Mezi další běžné mechanismy, které mohou vést ke vzniku Downova syndromu, patří: Robertsonova translokace, izochromozom nebo prstencový chromozom. Ty obsahují dodatečný materiál z chromozomu 21 a vyskytují se asi ve 2,5 % případů. Izochromozom vzniká, když se dvě dlouhá ramena chromozomu oddělí společně, místo aby se dlouhé a krátké rameno oddělilo společně během vývoje vajíčka nebo spermie.

### Trizomie 21
Trisomie 21 (známá také pod karyotypem 47,XX,+21 u žen a 47,XY,+21 u mužů) je způsobena selháním oddělení 21. chromozomu během vývoje vajíčka nebo spermie (nondisjunkce), v důsledku čehož vzniká spermie nebo vajíčko s extra kopií 21. chromozomu; tato buňka má tedy 24 chromozomů. Po spojení s normální buňkou druhého rodiče má dítě 47 chromozomů se třemi kopiemi chromozomu 21. Asi 88 % případů trizomie 21 je důsledkem neoddělení chromozomů u matky, 8 % důsledkem neoddělení u otce a 3 % po spojení vajíčka a spermie.

### Translokace
Extra materiál chromozomu 21 může vzniknout také v důsledku Robertsonovy translokace ve 2–4 % případů. V této situaci je dlouhé raménko chromozomu 21 připojeno k jinému chromozomu, často k chromozomu 14. U mužů postižených Downovým syndromem to má za následek karyotyp 46,XY,t(14q21q). Může se jednat o novou mutaci nebo o mutaci již dříve přítomnou u jednoho z rodičů. Rodič s takovou translokací je obvykle fyzicky i psychicky normální, nicméně při produkci vajíček nebo spermií existuje vyšší pravděpodobnost vzniku reprodukčních buněk s nadbytečným materiálem chromozomu 21. Výsledkem je 15% pravděpodobnost narození dítěte s Downovým syndromem, pokud je postižena matka, a méně než 5% pravděpodobnost, pokud je postižen otec. Pravděpodobnost tohoto typu Downova syndromu nesouvisí s věkem matky. Některé děti bez Downova syndromu mohou zdědit translokaci a mají vyšší pravděpodobnost, že budou mít vlastní děti s Downovým syndromem. V takovém případě se někdy hovoří o familiárním Downově syndromu.

## Mechanismus
Extra genetický materiál přítomný u Downova syndromu má za následek nadměrnou expresi části z 310 genů nacházejících se na chromozomu 21. Tato nadměrná exprese se odhaduje na přibližně 50 %, což je způsobeno přítomností třetí kopie chromozomu. Některé výzkumy naznačují, že kritická oblast Downova syndromu se nachází v pásmu 21q22.1-q22.3, přičemž tato oblast zahrnuje geny pro amyloidový prekurzorový protein, superoxiddismutázu a pravděpodobně i protoonkogen ETS2. Jiné výzkumy však tato zjištění nepotvrdily. Předpokládá se také, že se na tom podílí microRNA.
Demence, která se vyskytuje u Downova syndromu, je způsobena nadbytkem peptidu amyloidu beta produkovaného v mozku a je podobná Alzheimerově chorobě, která také zahrnuje nahromadění amyloidu beta. Amyloid beta se zpracovává z amyloidového prekurzorového proteinu, jehož gen se nachází na chromozomu 21. Senilní plaky a neurofibrilární spleti jsou přítomny téměř u všech do 35 let věku, i když demence nemusí být přítomna. Osoby s Downovým syndromem také nemají normální počet lymfocytů a produkují méně protilátek, což přispívá ke zvýšenému riziku infekcí.

### Epigenetika
Downův syndrom je spojen se zvýšeným rizikem mnoha chronických onemocnění, která jsou obvykle spojena s vyšším věkem, jako je Alzheimerova choroba. Zrychlené stárnutí naznačuje, že trizomie 21 zvyšuje biologické stáří tkání, ale molekulárních důkazů pro tuto hypotézu je málo. Podle biomarkeru stáří tkání známého jako epigenetické hodiny zvyšuje trizomie 21 stáří krevní a mozkové tkáně (v průměru o 6,6 roku).

## Diagnostika

### Před narozením
Pokud screeningové testy předpovídají vysoké riziko Downova syndromu, je k potvrzení diagnózy zapotřebí invazivnější diagnostický test (amniocentéza nebo odběr choriových klků). Míra falešně pozitivních výsledků screeningu je přibližně 2–5 % (viz oddíl Screening níže). Amniocentéza a odběr choriových klků jsou spolehlivější testy, ale zvyšují riziko potratu o 0,5 až 1 %. Pokud je odběr choriových klků proveden před 10. týdnem, může se u potomků zvýšit riziko problémů s končetinami. Riziko plynoucí ze zákroku je tím větší, čím dříve je proveden, proto se amniocentéza nedoporučuje před 15. týdnem těhotenství a odběr choriových klků před 10. týdnem těhotenství.

### Míra potratů
Přibližně 92 % těhotenství s diagnózou Downova syndromu je v Evropě ukončeno. Na Islandu a v Dánsku, kde je screening běžný, se proto téměř nevyskytují osoby s Downovým syndromem.  Ve Spojených státech amerických se míra ukončení těhotenství po stanovení diagnózy pohybuje kolem 75 %, ale v závislosti na sledované populaci se pohybuje od 61 % do 93 %. Míra je nižší u mladších žen a v průběhu času se snižuje. Na otázku, zda by podstoupily ukončení těhotenství, pokud by byl jejich plod pozitivně testován, odpovědělo 23–33 % žen kladně, při dotazu na vysoce rizikové těhotné ženy odpovědělo 46–86 % žen kladně a při dotazu na ženy s pozitivním screeningem odpovědělo 89–97 % žen kladně.

### Po narození
Diagnóza lze často tušit na základě fyzického vzhledu dítěte při narození. K potvrzení diagnózy a zjištění, zda se jedná o translokaci, je nutná analýza chromozomů dítěte, která může pomoci určit riziko, že rodiče dítěte budou mít další děti s Downovým syndromem. Rodiče si většinou přejí znát možnou diagnózu, jakmile je na ni vysloveno podezření, a nepřejí si lítost.

### Screening
Pravidla doporučují, aby byl screening Downova syndromu nabízen všem těhotným ženám bez ohledu na věk. Používá se řada testů s různou mírou přesnosti. Obvykle se používají v kombinaci, aby se zvýšila míra detekce. Žádný z nich nemůže být definitivní, takže pokud je screening pozitivní, je k potvrzení diagnózy nutná amniocentéza nebo odběr choriových klků. Screening v prvním i druhém trimestru je lepší než screening pouze v prvním trimestru. Různé používané screeningové techniky jsou schopny zachytit 90–95 % případů, přičemž míra falešně pozitivních výsledků je 2–5 %. Pokud se Downův syndrom vyskytuje u jednoho z 500 těhotenství a používaný test má 5% míru falešné pozitivity, znamená to, že z 26 žen, u nichž je screening pozitivní, se Downův syndrom potvrdí pouze u jedné. Pokud má screeningový test 2% míru falešně pozitivních výsledků, znamená to, že jedna z jedenácti žen s pozitivním screeningovým testem má plod s Downovým syndromem.
| Test                  | Týden těhotenství při provedení | Míra detekce | Falešně pozitivní | Popis |
| --------------------- | ------------------------------- | ------------ | ----------------- | --- |
| Kombinovaný test      | 10–13,5 týden                   | 82–87 %      | 5 %               | Kromě krevních testů na volný nebo celkový beta-hCG a PAPP-A používá ultrazvuk k měření nuchální translucence |
| Čtyřnásobný test      | 15–20 týden                     | 81 %         | 5 %               | Měří se alfa -fetoprotein mateřského séra, nekonjugovaný estriol, hCG a inhibin -A                            |
| Integrovaný test      | 15–20 týden                     | 94–96 %      | 5 %               | Je kombinací čtyřnásobného testu, PAPP-A a NT                                                                 |
| Fetální DNA bez buněk | Od 10. týdne                    | 96–100 %     | 0,3 %             | Matce je odebrán vzorek krve venepunkcí a je odeslán na analýzu DNA.                                          |

#### Ultrazvuk
Ke screeningu Downova syndromu lze použít ultrazvukové vyšetření. Mezi nálezy, které ukazují na zvýšené riziko, pokud jsou pozorovány ve 14. až 24. týdnu těhotenství, patří mimo jiné malá nebo žádná nosní kůstka, velké srdeční komory, tloušťka nuchální řasy a abnormální pravá podklíčková tepna. Přítomnost nebo nepřítomnost mnoha markerů je proto přesnější. Zvýšená nuchální translucence (NT) plodu ukazuje na zvýšené riziko Downova syndromu, přičemž zachycuje 75–80 % případů a v 6 % je falešně pozitivní.

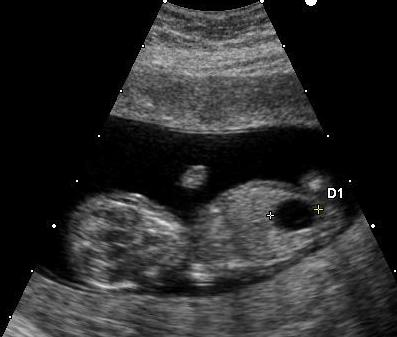
Ultrazvuk plodu s Downovým syndromem ukazující velký močový měchýř
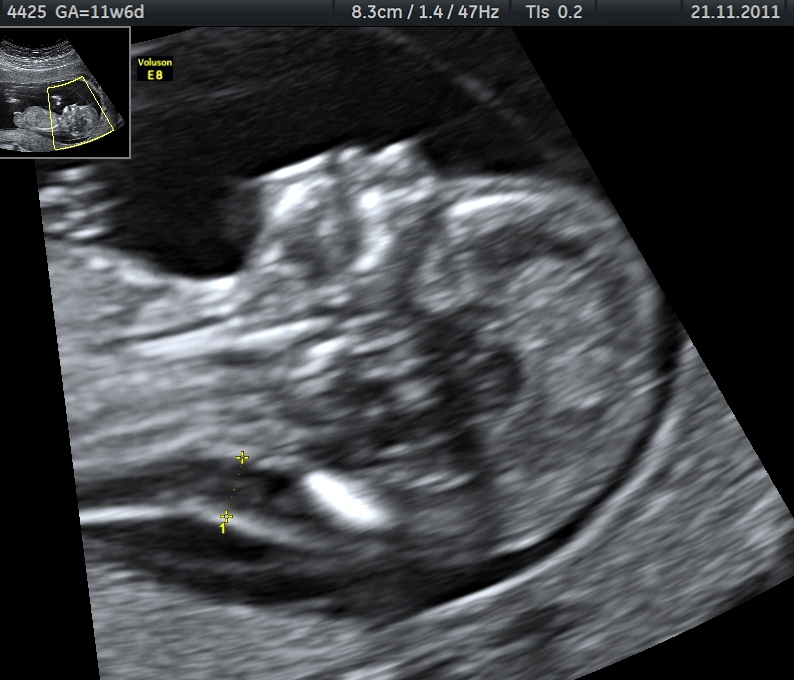
Zvýšená NT a chybějící nosní kůstka u plodu v 11. týdnu s Downovým syndromem

#### Krevní testy
K předpovědi rizika Downova syndromu v prvním nebo druhém trimestru lze měřit několik krevních markerů. Někdy se doporučuje testování v obou trimestrech a výsledky testů se často kombinují s výsledky ultrazvuku.[83] Ve druhém trimestru se často používají dva nebo tři testy v kombinaci se dvěma nebo třemi: α-fetoprotein, nekonjugovaný estriol, celkové hCG a volné βhCG, které odhalí asi 60–70 % případů.
Testování krve matky na přítomnost DNA plodu se studuje a zdá se být slibné v prvním trimestru. Mezinárodní společnost pro prenatální diagnostiku jej považuje za rozumnou možnost screeningu pro ty ženy, u jejichž těhotenství je vysoké riziko trizomie 21. V prvním trimestru těhotenství byla zaznamenána přesnost 98,6 %. K potvrzení výsledku screeningu je ještě nutné provést potvrzující vyšetření invazivními technikami (amniocentéza, CVS).

## Zvládání
Úsilí, jako je intervence v raném dětství, screening běžných problémů, lékařské ošetření, je-li uvedeno, dobré rodinné prostředí a odborná příprava související s prací, může zlepšit vývoj dětí s Downovým syndromem. Vzdělávání a vhodná péče mohou zlepšit kvalitu života. Výchova dítěte s Downovým syndromem představuje pro rodiče více práce než výchova nepostiženého dítěte. Doporučuje se typické dětské očkování.

### Vyšetření zdraví
| Testování       | Děti                                                                       | Dospělí         |
| --------------- | -------------------------------------------------------------------------- | --------------- |
| Sluch           | v 6 měsících, 12 měsících, pak ročně                                       | každých 3–5 let |
| T4 a TSH        | v 6 měsících, pak ročně                                                    |                 |
| Oči             | v 6 měsících, pak ročně                                                    | každých 3–5 let |
| Zuby            | ve 2 letech, pak každých 6 měsíců                                          |                 |
| Celiakie        | mezi 2. a 3. rokem věku, nebo dříve, pokud se objeví příznaky              |                 |
| Polysomnografie | 3 až 4 roky nebo dříve, pokud se objeví příznaky obstrukční spánkové apnoe |                 |
| Rentgen krku    | mezi 3 a 5 rokem                                                           |                 |

Řada zdravotnických organizací vydala doporučení pro screening osob s Downovým syndromem na určitá onemocnění, který se doporučuje provádět systematicky.
Při narození by všechny děti měly podstoupit vyšetření elektrokardiogram a ultrazvuk srdce. Chirurgické řešení srdečních problémů může být nutné již ve stáří tři měsíce. U mladých dospělých se mohou vyskytnout problémy se srdečními chlopněmi a další ultrazvukové vyšetření může být nutné u dospívajících a v časné dospělosti. Vzhledem ke zvýšenému riziku rakoviny varlat se doporučuje každoroční kontrola varlat.

### Kognitivní vývoj
Sluchadla nebo jiná zesilovací zařízení mohou být užitečná pro výuku jazyka u osob se ztrátou sluchu. Užitečná může být i logopedická terapie, kterou se doporučuje zahájit kolem devátého měsíce věku. Vzhledem k tomu, že osoby s Downovým syndromem mají obvykle dobrou koordinaci rukou a očí, může být možné učit se znakovou řeč. Při komunikaci se často používají augmentativní a alternativní komunikační metody, jako je ukazování, řeč těla, předměty nebo obrázky. Problémy s chováním a duševní onemocnění se obvykle řeší pomocí poradenství nebo léků.
Užitečné mohou být vzdělávací programy pro předškoláky. Děti školního věku s Downovým syndromem mohou mít prospěch z inkluzivního vzdělávání (kdy jsou žáci s odlišnými schopnostmi zařazeni do tříd se svými vrstevníky stejného věku), pokud jsou provedeny určité úpravy učebních osnov. Důkazy, které by to potvrzovaly, však nejsou příliš silné. Ve Spojených státech amerických zákon o vzdělávání osob se zdravotním postižením z roku 1975 vyžaduje, aby veřejné školy obecně umožnily docházku žáků s Downovým syndromem.
Jedinci s Downovým syndromem se mohou lépe učit vizuálně. Kreslení může pomoci při rozvoji jazykových, řečových a čtenářských dovedností. Děti s Downovým syndromem mají stále ještě často potíže se stavbou věty a gramatikou, stejně jako s rozvojem schopnosti srozumitelně mluvit. S kognitivním vývojem může pomoci několik typů rané terapie. Snaha o rozvoj motorických dovedností zahrnuje fyzikální terapii, logopedii a ergoterapii. Fyzikální terapie se zaměřuje zejména na rozvoj motoriky a na učení dětí interakci s okolím. Logopedická terapie může pomoci s přípravou na pozdější rozvoj řeči. A konečně ergoterapie může pomoci s dovednostmi potřebnými pro pozdější samostatnost.

### Ostatní
Často je zapotřebí tympanostomické trubičky a často více než jedna sada v průběhu dětství. Často se také provádí tonzilektomie, která pomáhá při spánkové apnoe a infekcích v krku. Chirurgický zákrok však ne vždy řeší spánkovou apnoe a užitečný může být přístroj pro kontinuální pozitivní tlak v dýchacích cestách (CPAP). Fyzikální terapie a účast na tělesné výchově může zlepšit motorické dovednosti. Důkazy, které by to podporovaly u dospělých, však nejsou příliš dobré.
Mělo by uvažovat o prevenci infekce respiračními syncytiálním virem (RSV) pomocí lidských monoklonálních protilátek, zejména u osob se srdečními problémy. U osob, u nichž se rozvine demence, nejsou důkazy pro memantin, donepezil, rivastigmin nebo galantamin.
Jako jedna z možností, jak zlepšit vzhled, a tím i přijetí lidí s Downovým syndromem, se nabízí plastická chirurgie. Byla také navržena jako způsob zlepšení řeči. Důkazy však nepotvrzují významný rozdíl ani v jednom z těchto výsledků. Plastická chirurgie u dětí s Downovým syndromem je neobvyklá a nadále zůstává kontroverzní. Americká Národní společnost pro Downův syndrom považuje za cíl vzájemný respekt a přijetí, nikoliv vzhled.
U Downova syndromu se používá řada alternativních léčebných metod, které však nejsou dostatečně podloženy důkazy. Patří mezi ně mimo jiné: změny stravy, masáže, terapie zvířat, chiropraxe a naturopatie. Některé navrhované léčebné postupy mohou být i škodlivé.

## Prognóza

Úmrtí v důsledku Downova syndromu na milion osob v roce 2012

Ve Švédsku navštěvuje běžnou školu 5 až 15 % dětí s Downovým syndromem. Některé z nich absolvují střední školu, většina však nikoliv. Z těch, kteří s mentálním postižením ve Spojených státech amerických navštěvovali střední školu, jich ji absolvovalo asi 40 %. Mnozí se naučí číst a psát a někteří jsou schopni vykonávat placenou práci. V dospělosti vykonává ve Spojených státech amerických nějakou placenou práci asi 20 % z nich,. ve Švédsku však má pravidelnou práci méně než 1 % z nich. Mnozí jsou schopni žít částečně samostatně, často však potřebují pomoc při vyřizování finančních, zdravotních a právních záležitostí. Osoby s mozaikovým Downovým syndromem dosahují obvykle lepších výsledků.
Jedinci s Downovým syndromem mají vyšší riziko předčasného úmrtí než běžná populace, nejčastěji na srdeční problémy nebo infekce, po zlepšení lékařské péče, zejména v případě srdečních a gastrointestinálních problémů, se průměrná délka života prodloužila. Tato doba se zvýšila z 12 let v roce 1912 na 25 let v 80. letech 20. století a v rozvinutých zemích na 50 až 60 let v nultých letech 21. století. V současné době umírá v prvním roce života 4 až 12 % lidí, přičemž pravděpodobnost dlouhodobého přežití je částečně dána přítomností srdečních problémů. U osob s vrozenými srdečními problémy se 60 % dožívá 10 let a 50 % 30 let, u osob bez srdečních problémů se 10 let dožívá 85 % a 80 % 30 let, přibližně 10 % se dožívá 70 let. Národní společnost pro Downův syndrom poskytuje informace týkající se výchovy dítěte s Downovým syndromem.

## Epidemiologie

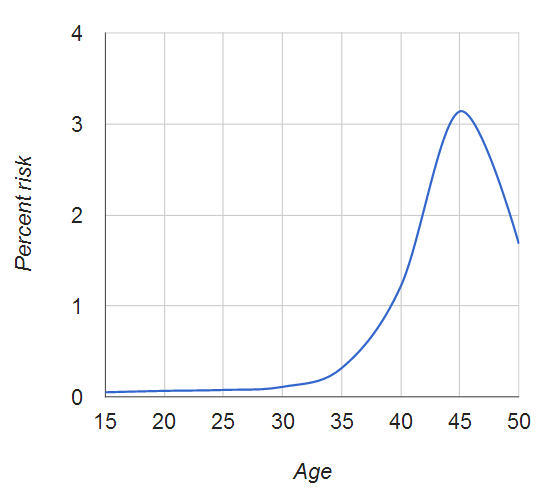
Riziko těhotenství s Downovým syndromem v závislosti na věku matky

Downův syndrom je nejčastější chromozomální abnormalitou u lidí. V celosvětovém měřítku se od roku 2010 Downův syndrom vyskytuje přibližně u 1 z 1 000 porodů a má za následek přibližně 17 000 úmrtí. Více dětí s Downovým syndromem se rodí v zemích, kde nejsou povoleny potraty, a v zemích, kde k těhotenství dochází častěji v pozdějším věku. V České republice je tímto syndromem postiženo asi 0,36 z 1000 živě narozených dětí (v roce 2017 se celkem se narodilo 41 takto postižených dětí, pravděpodobnost je asi 1 ku 3200), ve Spojených státech je to asi 1,4 z 1000 živě narozených dětí a v Norsku 1,1 z 1000 živě narozených dětí. V 50. letech 20. století se ve Spojených státech amerických se vyskytl u 2 na 1000 živě narozených dětí, přičemž od té doby došlo k poklesu díky prenatálnímu screeningu a interrupcím. Počet těhotenství s Downovým syndromem je více než dvakrát vyšší, u mnoha z nich dochází ke spontánnímu potratu. Je příčinou 8 % všech vrozených vad.
Věk matky ovlivňuje šanci na těhotenství s Downovým syndromem. Ve věku 20 let je tato pravděpodobnost 1 ku 1 441, ve věku 30 let 1 ku 959, ve věku 40 let 1 ku 84 a ve věku 50 let 1 ku 44. Přestože se pravděpodobnost zvyšuje s věkem matky, 70 % dětí s Downovým syndromem se rodí ženám ve věku 35 let a mladším, protože mladší lidé mají více dětí. Vyšší věk otce je také rizikovým faktorem u žen starších 35 let, ale ne u žen mladších 35 let, a může částečně vysvětlovat nárůst rizika s věkem žen.

## Dějiny

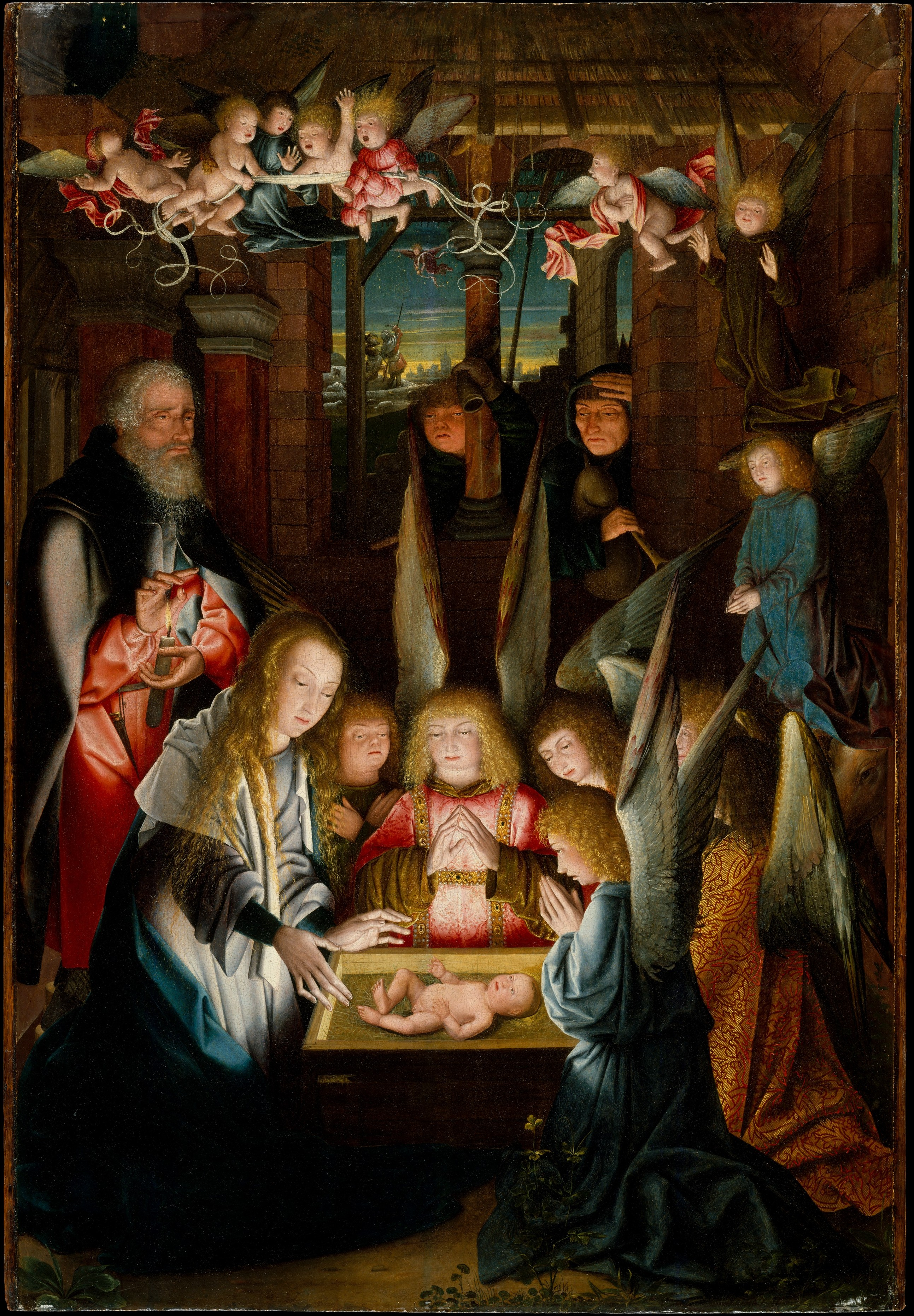
Levitas a Reid se domnívají, že na tomto raném nizozemském obraze Klanění Ježíška je jako jeden z andělů zobrazena osoba s Downovým syndromem

Anglický lékař John Langdon Down popsal Downův syndrom poprvé v roce 1862 a uznal jej za samostatný typ mentálního postižení, a znovu v šířeji publikované zprávě v roce 1866. Édouard Séguin jej v roce 1844 popsal jako odlišný od kretenismu. Ve 20. století se Downův syndrom stal nejrozpoznatelnější formou mentálního postižení.
Ve starověku bylo mnoho postižených dětí buď zabito, nebo opuštěno. V červnu 2020 byl nalezen nejstarší výskyt Downova syndromu v genomických důkazech u kojence, který byl pohřben před rokem 3200 př. n. l. v dolmenu Poulnabrone v Irsku. Vědci se domnívají, že Downův syndrom zobrazuje řada historických uměleckých děl, včetně keramiky z předkolumbovské kultury Tumaco-La Tolita v dnešní Kolumbii a Ekvádoru a obrazu Uctívání Krista dítěte ze 16. století.
Ve 20. století bylo mnoho jedinců s Downovým syndromem umístěno do ústavů, jen málo z přidružených zdravotních problémů bylo léčeno a většina lidí zemřela v dětství nebo v rané dospělosti. S nástupem eugenického hnutí zahájilo 33 z tehdejších 48 států USA a několik zemí programy nucené sterilizace jedinců s Downovým syndromem a srovnatelným stupněm postižení. Akce T4 v nacistickém Německu učinila z programu systematické nedobrovolné eutanazie veřejnou politiku.
S objevem techniky karyotypizace v 50. letech 20. století bylo možné identifikovat abnormality počtu nebo tvaru chromozomů. V roce 1959 Jérôme Lejeune oznámil objev, že Downův syndrom je důsledkem chromozomu navíc. [128] Lejeunovo tvrzení o tomto objevu však bylo zpochybňováno a v roce 2014 vědecká rada Francouzské federace lidské genetiky jednomyslně udělila svou Velkou cenu jeho kolegyni Marthe Gautierové za její podíl na tomto objevu. K objevu došlo v laboratoři Raymonda Turpina v Hôpital Trousseau v Paříži ve Francii, Jérôme Lejeune i Marthe Gautierová byli jejími studenty.

V důsledku tohoto objevu se tento stav stal známým jako trizomie 21. Ještě před objevem příčiny byl zaznamenán výskyt syndromu u všech ras, jeho souvislost s vyšším věkem matky a vzácnost jeho opakování. Lékařské texty předpokládaly, že je způsoben kombinací dědičných faktorů, které nebyly identifikovány. Jiné teorie se zaměřovaly na poranění utrpěná během porodu.

## Společnost a kultura

### Název
John Langdon Down použil termín „mongoloidní“, protože se domníval, že děti s Downovým syndromem mají v obličeji podobnosti s dětmi Blumenbachovy mongoloidní rasy. Domníval se, že existence Downova syndromu potvrzuje, že všechny národy jsou geneticky příbuzné. V padesátých letech 20. století s objevem základní příčiny, která souvisela s chromozomy, vzrostly obavy z rasového původu názvu.
V roce 1961 skupina devatenácti vědců navrhla, že „mongolismus“ má „zavádějící konotace“ a stal se „trapným termínem“. Světová zdravotnická organizace (WHO) tento termín v roce 1965 na žádost delegace Mongolské lidové republiky vypustila. Zatímco termín mongoloidní (také mongolismus, mongolská imbecilita nebo idiocie) se používal až do počátku 80. let 20. století, je nyní považován za nepřijatelný a již se běžně nepoužívá.

### Etika

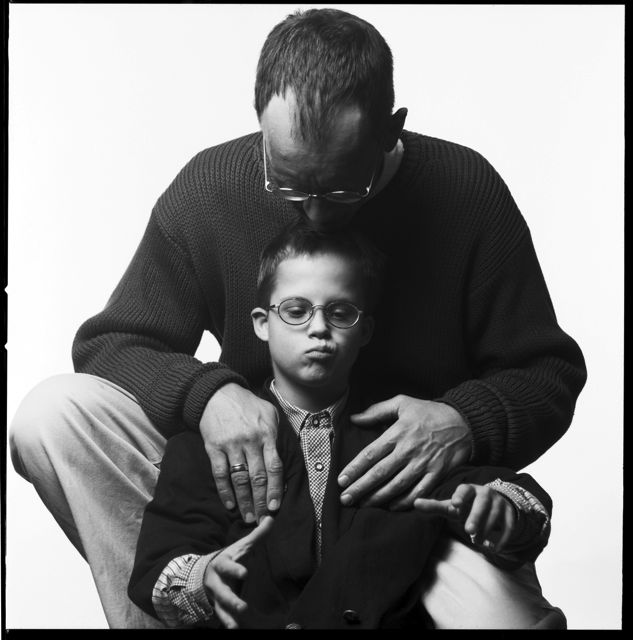
Otec se synem, který má Downův syndrom

Většina porodníků tvrdí, že nenabízet screening Downova syndromu je neetické. Jelikož se jedná o medicínsky odůvodněný postup, na základě informovaného souhlasu by o něm lidé měli dostat alespoň informace. Je pak na rozhodnutí ženy, na základě jejího osobního přesvědčení, jak moc nebo málo screeningu si přeje. Když jsou výsledky testování k dispozici, považuje se také za neetické výsledky dotyčné osobě neposkytnout.
Někteří bioetici považují za rozumné, aby rodiče vybrali dítě, které by mělo nejvyšší blahobyt. Jednou z kritik tohoto uvažování je, že si často méně cení osob s postižením. Někteří rodiče tvrdí, že Downův syndrom by neměl být prevencí ani léčbou a že odstranění Downova syndromu se rovná genocidě. Hnutí za práva osob se zdravotním postižením se ke screeningu nevyjadřuje, ačkoli někteří jeho členové považují testování a potraty za diskriminační. Někteří odpůrci potratů ve Spojených státech podporují potrat, pokud je plod postižený, zatímco jiní ne. Ze skupiny 40 matek ve Spojených státech, které měly jedno dítě s Downovým syndromem, polovina souhlasila se screeningem při dalším těhotenství.
V rámci USA považují některé protestantské denominace potrat za přijatelný, pokud má plod Downův syndrom, zatímco ortodoxní křesťanství a katolická církev nikoliv. Někteří z odpůrců screeningu jej označují za formu "eugeniky". V rámci islámu panují neshody ohledně přijatelnosti potratu u těch, kdo nosí plod s Downovým syndromem. Některé islámské země potrat povolují, zatímco jiné ne. Rodiče mohou být stigmatizováni, ať už se rozhodnou jakkoliv.

### Advokátní skupiny
Advokační skupiny pro osoby s Downovým syndromem začaly vznikat po druhé světové válce. Jednalo se o organizace, které se zasazovaly o začlenění osob s Downovým syndromem do běžného školského systému a o větší pochopení tohoto onemocnění u běžné populace, a také o skupiny poskytující podporu rodinám s dětmi s Downovým syndromem. Předtím byli jedinci s Downovým syndromem často umisťováni do psychiatrických léčeben nebo azylových domů. Mezi organizace patřila Královská společnost pro postižené děti a dospělé, kterou v roce 1946 ve Velké Británii založila Judy Frydová, Kobato Kai založená v Japonsku v roce 1964, Národní kongres pro Downův syndrom založený v roce 1973 ve Spojených státech Kathryn McGeeovou a dalšími, a Národní společnost pro Downův syndrom založená v roce 1979 ve Spojených státech amerických. První římskokatolický řád jeptišek pro ženy s Downovým syndromem, Malé sestry Beránkovi učedníci, byl založen v roce 1985 ve Francii.
První Světový den Downova syndromu se konal 21. března 2006, den a měsíc byly vybrány tak, aby odpovídaly 21., respektive trizomii. V roce 2011 byl uznán Valným shromážděním OSN. Symbolem tohoto dne jsou barevné pruhované ponožky, které svým tvarem mají připomínat strukturu a tvar chromozomů.

## Výzkum
Probíhají snahy o zjištění, jakým způsobem způsobuje dodatečný materiál 21. chromozomu Downův syndrom, protože to v současné době není známo, a také o vývoj léčby, která by zlepšila inteligenci osob s tímto syndromem. Dvěma zkoumanými snahami je použití kmenových buněk a genové terapie. Mezi další zkoumané metody patří použití antioxidantů, inhibice gama sekretázy, adrenergních agonistů a memantinu. Výzkum se často provádí na zvířecím modelu, myši Ts65Dn.

## Další hominidi
Downův syndrom se může vyskytovat i u jiných hominidů než u lidí. U lidoopů odpovídá chromozom 22 lidskému chromozomu 21, a proto trizomie 22 způsobuje Downův syndrom u lidoopů. Tento stav byl pozorován v roce 1969 u šimpanze učenlivého a v roce 1979 u orangutana bornejského, ale ani jeden z nich se nedožil vysokého věku. Nejdéle žijícím známým příkladem tohoto onemocnění se stala šimpanzice Kanako (narozená kolem roku 1993 v Japonsku). Kanako má některé ze stejných příznaků, které jsou běžné u lidského Downova syndromu. Není známo, jak častý je tento stav u šimpanzů, ale je pravděpodobné, že by mohl být zhruba stejně častý jako Downův syndrom u lidí.

## Vpopulární kultuře
- Jiří Šedý (malíř) – umělec s Downovým syndromem
- Australský film Zasažen bleskem režiséra Jerzyho Domaradzkého s Garrym McDonaldem v hlavní roli je komediální drama zachycující snahu nově jmenovaného učitele tělesné výchovy zavést fotbal do specializované školy pro mládež s Downovým syndromem.